# Damian Pettigrew
Pour les articles homonymes, voir Pettigrew.
Né au Canada, Damian (Damien) Pettigrew est un auteur, scénariste et réalisateur canadien installé en France depuis 1990, connu pour ses longs-métrages documentaires sur Balthus, Federico Fellini et Jean Giraud.
Distribué en salle dans quinze pays, son film Fellini, je suis un grand menteur a reçu le Rockie Award pour le meilleur documentaire au Festival international des médias de Banff et a été nommé pour le Prix Arte aux Prix du cinéma européen en 2002.

## Biographie
La mère de Pettigrew était psychologue pour enfant. Son père, J.F. Pettigrew, fut le premier chirurgien canadien à diagnostiquer la coarctation de l'aorte en 1953.
Diplômé de littérature anglaise à l'Université Bishop's, il poursuit ses études supérieures (art et littérature) à Oxford et Glasgow. En Écosse, son choix de carrière est bouleversé par la découverte des films du réalisateur écossais Bill Douglas : il décide de suivre des cours de cinéma à Paris (IDHEC). À la Cinémathèque française, il rencontre Brion Gysin et Steve Lacy et fréquente leur cercle d'artistes. Si les films de Pettigrew sont influencés par la technique du cut-up de Gysin, son lien d'amitié avec Samuel Beckett marquera profondément son esthétique épurée.
En 1983, Pettigrew a lancé le projet d’une nouvelle version de Film (1965) mettant en vedette Klaus Kinski, avec Beckett pour consultant et Raoul Coutard comme directeur de la photographie. Malgré son accord, Kinski n’a pas pu se rendre disponible. Beckett suggéra ensuite Jack Lemmon pour le rôle. Le projet fut abandonné quand l’acteur américain expliqua qu'il se sentait incapable de rivaliser avec Buster Keaton qui avait incarné les rôles de O et E en 1965. Avec Beckett et Pettigrew en 1984, l'acteur David Warrilow initie Take 2, mais la mort du dramaturge en 1989 laisse la suite de Film inachevée.
Chaque année, il consacre trois semaines près du lac Memphrémagog dans le Cantons de l'Est de Québec.

## Œuvre cinématographique
Spécialiste de l’œuvre de Federico Fellini, son portrait du maestro, Fellini, je suis un grand menteur, a gagné le prestigieux Rockie Award au Festival de Banff en 2002. Distribué en salle dans plus de quatorze pays, le film a été salué par la critique aussi bien aux États-Unis (New Yorker, New York Times, Los Angeles Times, Newsweek International, St Louis Post-Dispatch) qu’en Europe (Le Monde, Le nouvel Observateur, Libération, Les Inrockuptibles, Le Figaro, Les Cahiers du Cinéma, le Herald (Glasgow), le Telegraph (Londres), Corriere della Sera, l’Unità, El País) mais encore au Brésil, en Australie et au Japon. Le film a établi sa réputation de « réalisateur de longs métrages documentaires d’un contrôle extraordinaire ». Les interviews furent publiées à New York en 2003 sous le titre, I'm a Born Liar: A Fellini Lexicon avec 125 illustrations et une préface de Tullio Kezich, le biographe de Fellini.
Ses documentaires incluent des portraits de Eugène Ionesco et Jean Giraud. Son film, Balthus de l'autre côté du miroir, une étude du peintre français controversé, a été tourné en Super 16 durant douze mois en Suisse, Italie, France et dans la région des Moors en Angleterre. Plusieurs fois primé, le film a été honoré aux côtés des œuvres de Jean Renoir, Marcel Carné et Jean Vigo lors d’un cycle de films classiques diffusés au Musée Ludwig à Cologne en septembre 2007. De septembre 2018 à janvier 2019, le film est projeté à la Fondation Beyeler en Suisse.
Une rétrospective de son œuvre cinématographique a eu lieu au Centre des arts d’Enghien-les-Bains du 5 octobre 2011 au 28 mars 2012. En 2011, L’Âge d’or du cinéma européen publie son entretien avec Ingmar Bergman qui eut lieu à l’automne 2003 sur l'île de Fårö. Le réalisateur suédois y analyse ses affinités avec l'œuvre de Samuel Beckett.
Entre 2007 et 2011, il a suivi la carrière d’Allain Leprest dans un long-métrage documentaire conçu en étroite collaboration avec le poète-chanteur. Le film devrait sortir en 2019.
En 2010, Pettigrew a réalisé Métamoebius, un essai cinématographique sur le dessinateur français Moebius coproduit par la Fondation Cartier et CinéCinéma. La même année, ARTE France a diffusé L’histoire d’Irène, basée sur la tradition du cabaret durant la Deuxième Guerre mondiale à travers le parcours des stars Bernard et Irène Hilda, Micheline Presle et Henri Salvador.
Entre 2010-2011, il a écrit et réalisé Inside Italo, un docu-fiction sur Italo Calvino pour Arte France en coproduction avec l'Office national du film du Canada et le Ministero per i Beni e le Attività Culturali à Rome. Le film mêle des archives de la RAI, la BBC et l’INA à la mise en scène entre Calvino interprété par l’acteur Neri Marcorè et le critique littéraire Pietro Citati qui fut l'ami de l'écrivain du Baron perché. La version de 52 minutes intitulée, Dans la peau d'Italo Calvino, a été diffusé sur Arte en décembre 2012 et sur Sky Italia en octobre 2013.
Pettigrew dirige actuellement un long-métrage documentaire sur Carolyn Carlson. Le film se concentre sur la création de plusieurs œuvres majeures de la chorégraphe américaine y compris Synchronicity (2012), Dialogue avec Rothko (2013), Woman in a Room (2013) avec l'étoile russe Diana Vichneva, Now (2016), Seeds (2016), Crossroads to Synchronicity (2017) et Black Over Red (2017) avec Marie-Agnès Gillot.
Deux longs-métrages de fiction sont en développement : Darkness Visible avec Tim Roth, d'une part et Sam et Suzanne, un biopic tiré de son expérience avec Samuel Beckett, d'autre part. En cours également est une création chorégraphique pour le cinéma intitulée, Le monde est une fleur sauvage, coécrit par Carolyn Carlson et Pettigrew. Ce long-métrage réunira les danseurs les plus importants qui ont traversé la carrière de la chorégraphe américaine.

## Filmographie sélective

### Auteur-réalisateur
- Take 2 avec Samuel Beckett (1984-89)
- Fellini ou l'amour de la vie (1993)
- M. Gir et Mike S. Blueberry (1999)
- Trois leçons balthusiennes (2007)
- L'histoire d'Irène (2009)
- Fellini : '8½' en Six mémos (2009)
- Ionesco : Autour du 'Roi se meurt' avec Michel Bouquet (2009)
- Métamoebius : Giraud-Moebius, métamorphoses (2010)
- La Trilogie romaine :
  - Balthus de l'autre côté du miroir / Balthus Through the Looking Glass  (1996)
  - Fellini, je suis un grand menteur / Fellini, sono un gran bugiardo / Fellini: I'm a Born Liar (2002)
  - Dans la peau d'Italo Calvino / Lo specchio di Calvino / Inside Italo (2012)
- De Rimbaud à Leprest : la naissance d'un film (2016)
- Carolyn Carlson, My Work is Cinema (2017)
- Carolyn Carlson - Dare to Risk (2024)

### Scénariste
- Les Yeux de ma maîtresse (2005 - avec l'aide du CNC)
- Dans la peau d'Italo Calvino (2010-2011 - avec l'aide du Ministero per i Beni e le Attività Culturali, l'Office national du film du Canada et le CNC)
- The World is a Wildflower (2016-2017)
- Darkness Visible (2018)
- Sam et Suzanne (2018)

### Producteur
- Ionesco : Conversations autour d'une caméra (les entretiens Ionesco)
- Fellini, je suis un grand menteur (les entretiens Fellini)
- Dans la peau d'Italo Calvino (les entretiens Calvino)
- Metamoebius (les entretiens Jean Giraud, alias Moebius)
- Allain Leprest (les entretiens)
- Jean-Jacques Annaud (les entretiens)
- Carolyn Carlson : Inside-Outside
- L'Impromptu de Carolyn Carlson

### Art vidéo
- 40RO (2013)
- Marlène (2013)
- 5 Voix 4 Visages (2013)

## Citations
- Un cinéaste ne doit jamais supposer qu'il est supérieur à son sujet. Je constate que même le sujet le plus simple reste une énigme. Les meilleurs documentaires de création non seulement évoquent cette énigme, mais l'ingère dans un processus qui rend visible l’invisible[19].
  - -Le Parisien, 2003
- Italo Calvino a dit que l'artiste révèle cette parcelle de vérité cachée au fond de tout mensonge. L'impératif de l'artiste est de créer une fiction suprême, un mensonge qui, paradoxalement, révèle une vérité. C'est précisément ce genre de paradoxe que Calvino et Fellini adoraient[19].
  - -O Estado de S. Paulo, 2003
- L'un des sujets clés, pour moi, est une étude de l'individu par rapport à la foule et au pouvoir. Un essai documentaire sur la psychologie des foules permettrait d'éviter tout commentaire (c’est devenu la folie de discours secondaires dans de nombreux documentaires) et s'appuiera entièrement sur l'image et le son. Idéalement, il essaierait de nous fournir de nouveaux concepts sur la nature de la société, sur la violence et la bestialité politique de notre temps qui est lié à la façon dont les médias sont devenus un fléau de mots et d’images dénués de substance. C'est un fléau qui infecte nos vies et, par conséquent, l'histoire des nations avec tout ce qui est sensationnel, hasardeux, et confus[19].
  - -Sundance Channel, 2005
- D’une façon synchronistique, le terme de Jung si cher à Carolyn Carlson, son art est en phase avec la démarche de Hölderlin : « Poétiquement, l’homme demeure sur cette terre. » Après le siècle de tous les fascismes, voici le brave new world de l’ère numérique dont les bombes seront greffées à l’intérieur du corps dans un détournement du mot spirituel que Malraux n’aurait jamais imaginé. Pour Carlson, la question n’est plus, « Comment vivre ensemble ? » mais plutôt « Comment vivre poétiquement notre demeure ? »[20]
  - -France Culture, 2012
- Sur scène, comme dans sa vie, Allain incarnait les Pensées de Pascal en portant Vladimir et Estragon seul sur ses épaules. Sauf que chez Leprest, Godot n’est pas attendu. C’est là toute la différence entre le spectacle voulant séduire son public et le spectre d’Allain et son ombre chinoise. Leprest a su défaire les liens bourgeois entre le public et la séduction afin que personne ne sortait indemne de ses concerts[21].
  - -France Bleu Normandie, 2018

## Distinctions
Les données de cette section sont issues à la fois du site IMDb et du site officiel de Fellini, je suis un grand menteur.

### Récompenses et sélections
Grand Premier Prix de l'UNESCO
- 1997 pour Balthus de l'autre côté du miroir

Prix de la Meilleure Image - Festival International du film sur l'art de Lausanne
- 1997 pour Balthus de l'autre côté du miroir

Sélection officielle - 8e Festival international du documentaire de Marseille (Vue sur les docs)
- 1997 pour Balthus de l'autre côté du miroir

Sélection officielle - 56e Festival international du film d'Édimbourg
- 2002 pour Fellini, je suis un grand menteur (sélectionné dans 40 festivals internationaux y compris Édimbourg, Moscou, Amsterdam, Toronto et Montréal)

Nomination Prix Arte - Meilleur Documentaire  - Prix du cinéma européen
- 2002 pour Fellini, je suis un grand menteur

Coup de Cœur - 13e Festival international du documentaire de Marseille (Vue sur les docs)
- 2002 pour Fellini, je suis un grand menteur

Prix Rockie - Meilleur Documentaire sur les Arts - Festival international des médias de Banff
- 2002 pour Fellini, je suis un grand menteur

Sélection officielle - 1er Panorama du film européen du Caire - Cairo Panorama of the European Film
- 2004 pour Fellini, je suis un grand menteur

Sélection officielle - Toronto Jewish Film Festival (sélectionné dans 10 festivals internationaux)
- 2010 pour L'histoire d'Irène

Sélection officielle - 14e Festival littéraire international de Montréal Metropolis bleu
- 2012 pour Dans la peau d'Italo Calvino